# 戈登·格伦南
戈登·格伦南（英語：Gordon R. Glennan，1903年9月28日—1995年1月7日），美国音频工程师。他曾因电影四海一家提名奥斯卡最佳音响效果奖。

## 部分影视作品
- 四海一家（英语：Friendly Persuasion (1956 film)） (1956)[1]